# 土登贡培

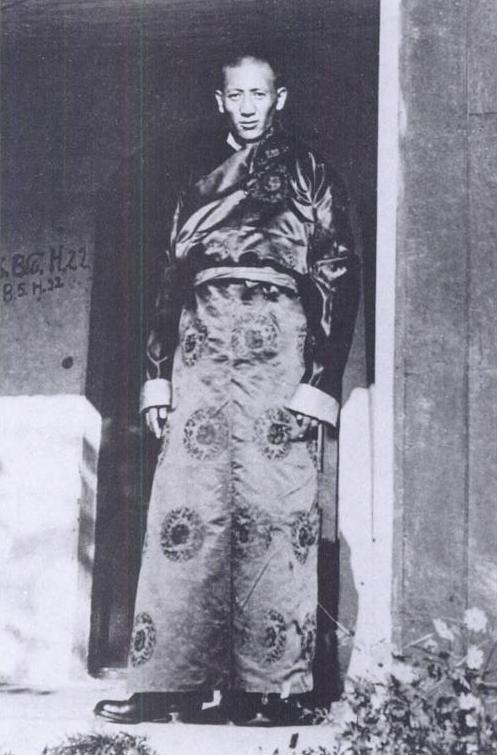
土登贡培在印度噶伦堡，1937年到1946年间

坚塞·土登贡培（藏語：སྤྱན་བསལ་ཐུབ་བསྟན་ཀུན་འཕེལ，威利转写：spyan bsal thub bstan kun vphel；1905年—1963年12月22日）简称坚塞·贡培、坚塞贡培拉或贡培拉（藏語：ཀུན་འཕེལ་ལགས，威利转写：kun vphel lags），原名德庆曲珍（藏語：སདེ་ཆེན་ཆོས་སྒྲོན，威利转写：sde chen chos sgron），西藏尼木宗雪地区人，西藏政治人物，曾在十三世达赖喇嘛执政后期成为掌握西藏实权者。

## 生平

### 权倾一时
1905年，德庆曲珍生在拉萨西南部尼木宗雪地区一个小型“纳税”农奴家庭。1916年，作为“尼珠”被送往拉萨支差。一次，和其他孩子一起玩时，被十三世达赖喇嘛斥责。孩子们企图逃跑回家，中途被人追回后却受到宽容。自此，德庆曲珍努力学习藏文书法等技艺，在支差的众多“尼珠”之中脱颖而出，逐渐引起达赖注意。达赖将他带到家中当仆从，并亲为他取法名“土登贡培”。此后，土登贡培始终没有正式官职，但作为达赖的私人随从，从1921年到1933年一直伴随在达赖左右。英国駐锡金政治专员威廉逊在一份1933年的材料中记载：“他虽然没有官阶，但总是随侍在达赖喇嘛左右，并得到达赖喇嘛的宠爱，待他如亲生儿子一样。他对逹赖喇嘛产生着巨大的影响……他非常聪明能干，他的本领和才干会使他前途无量。”
“坚塞”是被普遍视为受到达赖重视的人，这并非西藏噶厦的官职。坚塞的家族背景不分贵族、贫民，是由达赖自己日常观察所看中，并继而受到达赖特别关照的人。十三世达赖先后扶植过不少坚塞，但最受重用的是擦绒·达桑占堆、龙厦·多吉次杰、估佳（随侍）坚塞·土登贡培。在这三个坚塞中，擦绒·达桑占堆是亲英派，因发动未遂军事政变而被十三世达赖免职；龙厦·多吉次杰是反英但主张政治改革的代表，后来被十三世达赖免职；土登贡培主张同中央保持联系，直到十三世达赖圆寂前一直受宠。

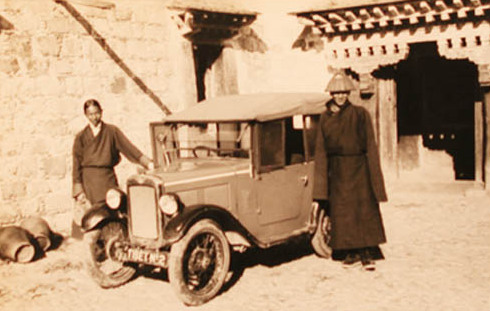
宇妥·扎西顿珠、土登贡培与一辆奥斯汀7型汽车，1933年9月19日摄于德吉林卡（英国驻拉萨办事处）

坚塞们先后走红之后，噶厦的办事惯例有些被打破。噶厦的办事惯例是，凡提交到噶厦的重大问题，或者噶厦认为需解决的问题，会召集“民众大会”协商；若无必要召集“民众大会”，就直接附意见交首席噶伦呈达赖裁决。但到十三世达赖执政晚期，达赖已不大信任噶厦，因为噶厦推行达赖倡导的新政不力，导致新政举措无法落实。理论上，西藏政府事务是委托给由四位噶伦组成的噶厦办公室“扩大会议”办理，通过司伦提出建议，供达赖做决断时参考；但实际上写给西藏政府的信无需经噶厦办公室或司伦便直接交给达赖，人们更愿通过“坚塞”直接向达赖提出申请，而不愿面对官僚主义盛行的噶厦。土登贡培得宠时，成为联系达赖与噶厦的纽带。噶厦处理事务的建议通过土登贡培才能上报达赖，由土登贡培阅读乃至签署处理意见，达赖的命令通过土登贡培传达给噶厦。由此，噶厦的日常事务几乎处在土登贡培掌握下。
1931年西藏东部爆发战争后，土登贡培说服达赖通过自“殷实之家”征收徭役税的方式招募1000个士兵，并提供最好的武器，组成了仲扎代本团。这支部队在训练和装备等各方面都优于藏军，并直接服从土登贡培一人，形成了实质上的私人武装。
土登贡培除主持政府日常工作外，还直接负责了布达拉宫东面建筑的维修，夺底水电站的兴建，罗布林卡坚塞颇章（达赖主要住所）的兴建。蒙藏委员会西藏办事处处长孔庆宗在《回忆国民党政府对西藏政务的管理》一文中记载：“当时欧化之辈（指亲英派）为佛爷（指十三世达赖）在罗布林卡建西式洋房一座，落成时，逹赖喇嘛往观，似无悦色，即而下令尽撤之”。这被撤的洋房是此前新建的英式建筑“顾芝颇章”（藏文），由土登贡培拆除，在原址新建了藏式建筑“坚塞颇章”，名字就来自土登贡培的称号“坚塞”。文中还说，“所修建的宫殿，壁上尽绘内地山水人物”。这里的宫殿便指坚塞颇章。坚塞颇章以雕塑、木刻、壁画艺术而闻名。1931年，达赖任命土登贡培为扎齐电力机械厂（又作扎齐联合制造厂）的负责人。该厂是为扩充藏军而设的军事及物资机构，负责造金币、纸币，生产武器及金属、羊毛制品。
1930年之后，土登贡培手握俗权、军权，达赖的一切命令均通过他实施，达赖的所有行动他都了如指掌。土登贡培已成为西藏仅次于达赖的最有权势的人。

### 遭到驱逐
1933年12月17日（藏历水鸡年十月三十日），十三世达赖圆寂。不久，召开“民众大会”，讨论任命西藏摄政。“民众大会”代表拉鲁后来回忆说：
“坚塞·贡培倒台事件发生之前，‘民众大会’就任命摄政问题发生了争执。部分孜仲和寺庙堪布提议，按过去的做法，应当推举一位活佛做摄政，而江洛金·索南杰布为主的部分俗官说，摄政不一定非得选一位活佛喇嘛，因为过去也有过三个司伦共同执掌政权的先例。目前，司伦朗顿在位，再选僧俗各一位做他的助手是最好的办法。江洛金继续说，让一位活佛当摄政对政治没有好处，喇嘛就是喇嘛，他整天坐在屋中而不了解政治事务，实际上只能听命于坐在旁边吸着一斗鼻烟而啥都不知道的管家的指使。……部分与会人说，虽然任命三个司伦的办法较好，但要考虑逹赖喇嘛一直信赖的人坚塞·土登贡培。”
土丹旦达在《西藏地方政府几个重大政治事件亲自见闻》中回忆：
“会上三大寺堪布提议，由于西藏是佛教圣地，应当有一个跪拜的偶像，即应当由活佛担任司伦助理。四品官噶雪·曲杰尼玛说，至于谁适合当司伦助理，我们没有必要去思考，有一个人（意指坚塞·土登贡培）一直受到逹赖喇嘛的信赖，因此，没有必要重新推选另一个人。……后来，俗官们分成了三派：支持坚塞·土登贡培的约有20人，支持僧官建议者有一部分，大多数持中立态度。”
由此可见，“民众大会”将土登贡培作为摄政或者司伦助理的人选提出，他也是会上唯一一位被指名道姓提出来的候选人。
十三世达赖喇嘛圆寂后两周多，土登贡培处理善后事宜及日常工作，并开始达赖喇嘛灵塔的修建工程。不久，有人提出召开“民众大会”，调查达赖喇嘛圆寂的“经过和原因”。在会上，让土登贡培交代情况，并指责称：“至尊逹赖喇嘛生病情况没有及时报告给司伦及噶厦，致使噶厦不知情。后来布达拉管家羌其木·土登释嘉得知后，报告了噶厦。于是噶厦邀请甘丹赤苏强巴曲扎与噶厦一道前往达赖喇嘛住处祈祷康复，但坚塞·土登贡培未批准接见，致使我们没能作成任何以求其康复的念经祈祷活动。”民众大会最终以未及时报告达赖病情的罪名，决定逮捕土登贡培。
土登贡培被逮捕后，监禁于布达拉宫夏钦角监狱，直到作出判决为止。噶厦指令孜本二人（其一为龙厦）讯究该案，初判为死刑，后免除死刑，于藏历十二月二十九日（这天是驱鬼节，在西藏被视为最不吉利的日子。此时已是1934年初）将他以没及时通报达赖病情的罪名逐出拉萨，终生流放到贡布恰布那寺管辖的则拉岗宗（今林芝县境内）。其他涉事者，例如土登贡培的父亲等人，也受到不同轻重的判决或拘捕。

### 革命党
土登贡培被流放到工布泽拉岗后，直到1937年底出逃印度。1934年，龙厦事件发生，受此牵连的江洛金·索朗杰布也被流放到工布泽拉岗。在此期间，“他俩相互探望，并很快结下了友谊。当他们俩看见其他被流放和革职的政治犯相继被免刑，并重新进入政府，而他们甚至连返回拉萨的要求都得不到准许时，非常失望和愤懑。1937年12月，他们偷偷逃到了印度。”
在印度噶伦堡，他们和邦达饶嘎创建了“西藏革命党”。该党是邦达饶嘎1939年在印度建立和领导的政治组织，英文为“Tibetan Improvement Party”（意为“西藏改革党”），藏文文献中叫“西藏西部改革党”，汉文档案中叫“西藏革命党”。该党主要成员除了他们三人，还有游学印度的学者更敦群培。该党主要活动于印度噶伦堡、大吉岭一带。党章是《噶伦堡西藏革命党简要协定》，政治纲领是将西藏从专制政府中解救出来，对西藏政治体制及社会进行革命性改造。1946年6月，印度警方发觉了该党的活动，查抄了邦达饶嘎等人的住处。印度政府将情况通报给西藏噶厦。邦达饶嘎、土登贡培先后被驱逐出印度，而后都来到中国内地；江洛金·索朗杰布则因有不丹王族干预而解脱。正在拉萨的更敦群培被噶厦以伪造钱币罪逮捕入狱。

### 晚年生涯
“西藏革命党”事发之后，土登贡培经中国驻加尔各答总领事馆帮助，抵达上海，后转赴南京，曾向南京的拉萨驻京办事处求助但遭拒绝。土登贡培在内地期间，生活穷困，后经班禅驻京办事处计晋美、益喜楚臣介绍，到蒙藏委员会任职。1947年，经噶厦批准，土登贡培回到拉萨。有人说，这是因为他曾向噶厦报告了五世热振向国民政府求援的情报。
中华人民共和国成立后，1951年12月，土登贡培与拉萨各界人士在洽泽林卡欢迎中国人民解放军第十八军进入拉萨。此后，经西藏军区统战部部长乐于泓以及平措旺杰等人关心，土登贡培参加了中共西藏工委和噶厦组织的扶贫粮食机构的工作，为中国人民解放军收购军粮工作做了贡献。1956年，西藏自治区筹备委员会成立，土登贡培被任命为地质局副局长。1957年9月，土登贡培参加了西藏赴内地参观团，受到毛泽东、周恩来等党和国家领导人接见，还出席了国庆大典。1959年3月，拉萨骚乱，土登贡培全家搬到工商局大院接受中国人民解放军保护，在他影响下，他大多数亲友均未参与骚乱。“平叛”工作结束后，土登贡培被调到西藏自治区筹备委员会办公厅行政处任副处长。
1963年12月22日，土登贡培因患重感冒引发脑溢血而在拉萨逝世，享年58岁。在西藏自治区筹备委员会办公厅为他举行了追悼会。